# 天主教咸兴教区
天主教咸興教區 （拉丁語：Dioecesis Hameungensis）是朝鲜半岛的一個羅馬天主教教區，屬首爾總教區。範圍包含北韓昔日咸鏡道大部份地區。
1920年建立元山代牧區，由本篤會負責。1940年設咸興監牧區。1950年監牧辛主教死於平壤獄中。1962年3月10日被升為教區。2005年起春川主教是本教區的宗座署理。